# 토룬 피에르니크

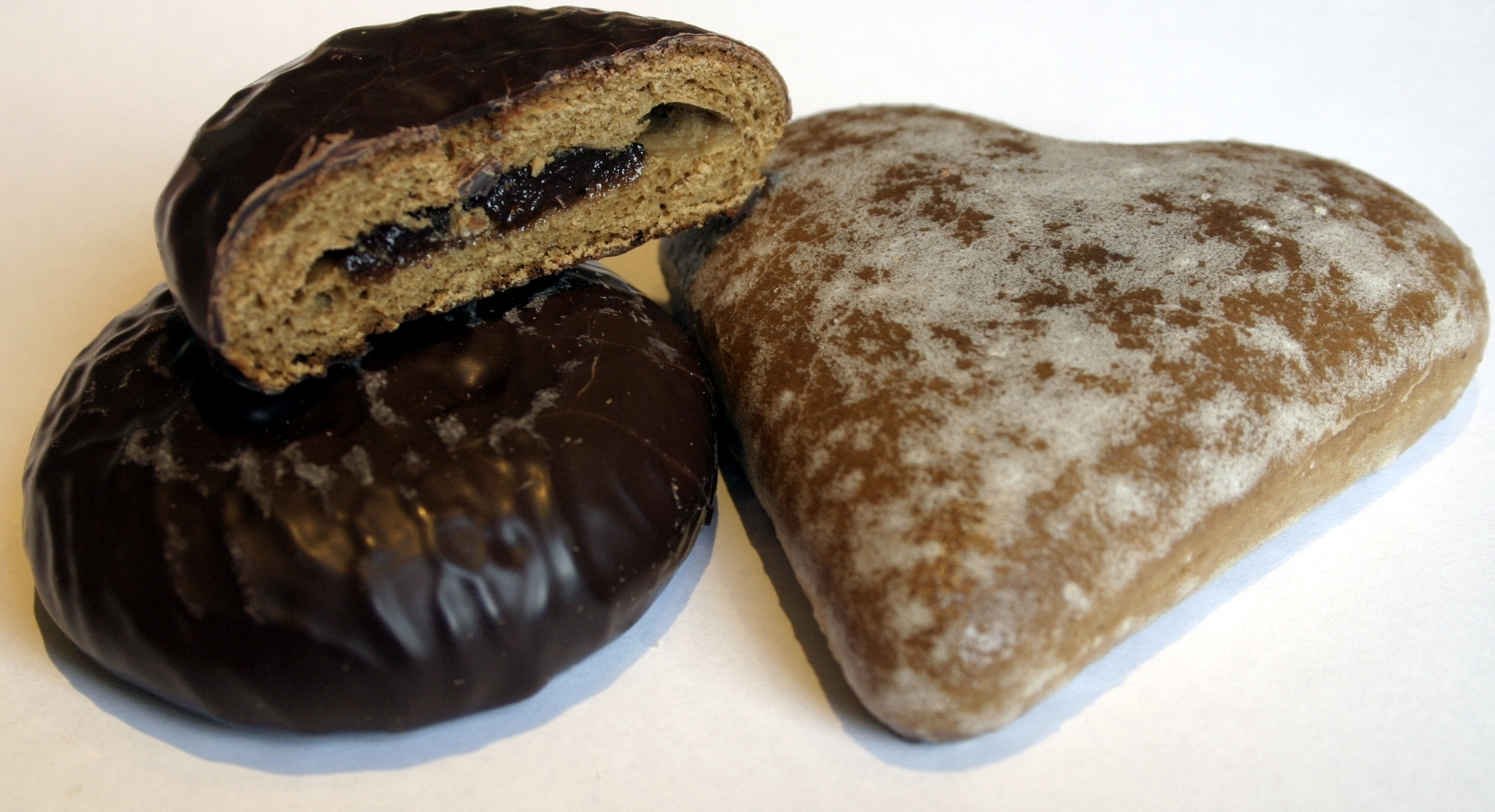
토룬 진저브레드

토룬 피에르니크(폴란드어: Pierniki toruńskie)는 중세 시대부터 폴란드 토룬에서 생산되어 온 전통적인 피에르니크다.
오래된 폴란드 속담에 따르면 토룬은 진저브레드를 만드는 일과 13세기에 시작된 이 공예의 확장과 관련이 있다.